# Веселовка (Кетрисановская сельская община)
Весе́ловка (укр. Веселівка) — село в Кетрисановской сельской общине Кропивницкого района Кировоградской области Украины.
Население по переписи 2001 года составляло 482 человека. Почтовый индекс — 27261. Телефонный код — 5257. Занимает площадь 1,032 км². Код КОАТУУ — 3520882801.

## История
В 1946 году указом ПВС УССР село Базилево переименовано в Веселовку.
До 2020 года село входило в Бобринецкий район

## Известные уроженцы
- Резников, Виктор Александрович (род. 1937) — советский украинский художник-график.